# Billy et Mandy, aventuriers de l'au-delà (jeu vidéo)
Billy et Mandy, aventuriers de l'au-delà (The Grim Adventures of Billy & Mandy) est un jeu vidéo de combat développé par High Voltage Software et édité par Midway Games, sorti en 2006 sur GameCube, Wii, PlayStation 2 et Game Boy Advance.
Il est adapté de la série du même nom.

## Accueil
- GameSpot : 6,6/10[1]
- IGN : 7,2/10 (PS2/GC)[2] - 6,8/10 (Wii)[3] - 5/10 (GBA)[4]